# Giovanni Pala
Giovanni Pala (Terralba, 12 agosto 1896 – Genova, 16 maggio 1988) è stato un politico e giornalista italiano.

## Biografia
Fu tra i primi e principali organizzatori del Partito Nazionale Fascista in Liguria, e sedette alla Camera per quattro legislature (XXVII, XXVIII, XXIX, XXX). Dal novembre 1926 al maggio 1928 fu sottosegretario al Ministero delle comunicazioni del governo Mussolini.